# Zoran Vraneš
Zoran Vraneš, serb. cyryl. Зopaн Bpaнeш, (ur. 14 września 1950 w Jugosławii) – serbski piłkarz, grający na pozycji obrońcy, trener piłkarski.

## Kariera piłkarska
W 1974 został piłkarzem FK Partizan, a w następnym roku przeszedł do FK Šumadija Aranđelovac. W 1980 zakończył karierę piłkarską.

## Kariera trenerska
W sezonie 1993/94 trenował czarnogórski klub Rudar Pljevlja. Potem wyjechał na Karaiby, gdzie prowadził do 1996 reprezentację Trynidadu i Tobago. W 1998 roku został wybrany na selekcjonera reprezentacji Antigui i Barbudy, z którą pracował do 2000. Od 2001 do maja 2002 trenował Joe Public FC na Trynidadzie i Tobago. W 2003 ponownie kierował reprezentację Trynidadu i Tobago. Od lata 2003 do 20 września 2004 prowadził ponownie klub Rudar Pljevlja, a potem objął stanowisko głównego trenera reprezentacji Saint Vincent i Grenadyn. Po dwóch latach przerwy w 2009 stał na czele reprezentacji Trynidadu i Tobago do lat 20. Również pomagał trenować pierwszą reprezentację Trynidadu i Tobago. W lipcu 2014 roku został nowym trenerem Central FC.

## Sukcesy i odznaczenia

### Sukcesy trenerskie
- zdobywca Pucharu Karaibów: 1996, 1995